# Egybolis vaillantiana
Egybolis vaillantiana là một loài bướm đêm trong họ Noctuidae.